# Filbert Street
Filbert Street var et fodboldstadion i Leicester, England, der var hjemmebanen for Leicester City FC fra 1891 indtil 2002. Selvom det officielle navn op igennem halvfemserne var The City Business Stadium, var stadionet nærmest udelukkende for navnet på gaden, hvor det lå. Stadionet blev solgt til et firma for £3.75 million i marts 2002.